# Kourna

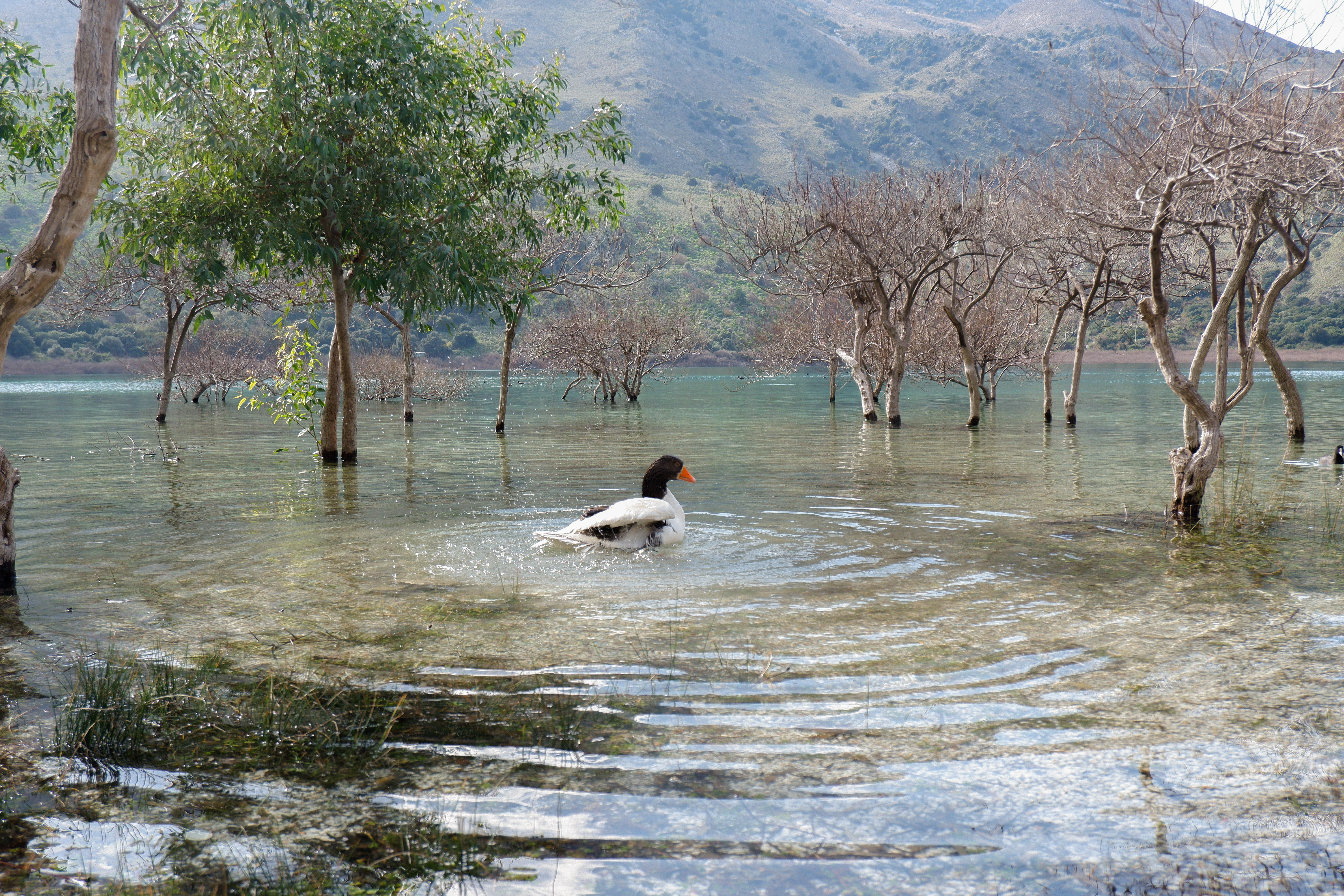

Kourna är en sjö i Grekland. Arean är 0,16 kvadratkilometer och det är Kretas enda sötvattenssjö. Den ligger på västra Kreta, 47 km sydost om Chania. Sjön ligger naturskönt vid bergen Lefka Ori (Vita bergen). Den avvattnas av en liten rännil som mynnar 5 km norrut i Medelhavet vid Georgioupoli. Vid sjön ligger en by med samma namn.
Kourna ligger 15 meter över havet. Den sträcker sig 0,9 kilometer i nord-sydlig riktning, och 0,8 kilometer i öst-västlig riktning.